# Dave Dave
Pour les articles homonymes, voir Rothenberg (homonymie) et Dave.
 (mai 2025).
La mise en forme du texte ne suit pas les recommandations de Wikipédia : il faut le « wikifier ».
Les points d'amélioration suivants sont les cas les plus fréquents :
- Les titres sont pré-formatés par le logiciel. Ils ne sont ni en capitales, ni en gras.
- Le texte ne doit pas être écrit en capitales (les noms de famille non plus), ni en gras, ni en italique, ni en « petit »…
- Le gras n'est utilisé que pour surligner le titre de l'article dans l'introduction, une seule fois.
- L'italique est rarement utilisé : mots en langue étrangère, titres d'œuvres, noms de bateaux, etc.
- Les citations ne sont pas en italique mais en corps de texte normal. Elles sont entourées par des guillemets français : « et ».
- Les listes à puces sont à éviter, des paragraphes rédigés étant largement préférés. Les tableaux sont à réserver à la présentation de données structurées (résultats, etc.).
- Les appels de note de bas de page (petits chiffres en exposant, introduits par l'outil «  Source ») sont à placer entre la fin de phrase et le point final[comme ça].
- Les liens internes (vers d'autres articles de Wikipédia) sont à choisir avec parcimonie. Créez des liens vers des articles approfondissant le sujet. Les termes génériques sans rapport avec le sujet sont à éviter, ainsi que les répétitions de liens vers un même terme.
- Les liens externes sont à placer uniquement dans une section « Liens externes », à la fin de l'article. Ces liens sont à choisir avec parcimonie suivant les règles définies. Si un lien sert de source à l'article, son insertion dans le texte est à faire par les notes de bas de page.
- La présentation des références doit suivre les conventions bibliographiques. Il est recommandé d'utiliser les modèles {{Ouvrage}}, {{Chapitre}}, {{Article}}, {{Lien web}} et/ou {{Bibliographie}}. Le mode d'édition visuel peut mettre en forme automatiquement les références.
- Insérer une infobox (cadre d'informations à droite) n'est pas obligatoire pour parachever la mise en page.

Pour une aide détaillée, merci de consulter Aide:Wikification.
Si vous pensez que ces points ont été résolus, vous pouvez retirer ce bandeau et améliorer la mise en forme d'un autre article.
Dave Dave, né David Charles Rothenberg le 18 juin 1976 et mort le 15 juillet 2018 et plus tard connu sous le nom de David Jordan Robinson, était un artiste conceptuel américain dont le père a été reconnu coupable d'avoir tenté de le tuer en le brûlant en 1983, alors qu'il avait six ans.

## Biographie

### Jeunesse (1976-1983)
David Rothenberg avait six ans et vivait avec sa mère, Marie Rothenberg, dans le quartier de Carroll Gardens à Brooklyn, New York, lorsque son père, Charles Rothenberg, l'a emmené en Californie. Les parents étaient divorcés et en conflit au sujet de la garde de David ; après que les deux se soient disputés au téléphone.

### Tentative d’assassinat (1983)
le soir du 3 mars 1983, dans un motel à Buena Park, Charles a donné à son fils un somnifère et après qu'il s'est endormi, a versé du kérosène sur le lit et y a mis le feu. Il a quitté la pièce et a regardé depuis une cabine téléphonique de l'autre côté de la rue pendant que d'autres invités ont sauvé David,,,.
David Rothenberg souffrait de brûlures au troisième degré sur 90 % de son corps. Il a dû être amputé des doigts et des orteils et a reçu plus d'une centaine de greffes de peau. Il était gravement défiguré et, lors d'une opération de greffe, il a souffert d'un gonflement du cerveau qui a entraîné des convulsions et d'autres complications. Charles Rothenberg, qui a déclaré avoir initialement eu l'intention de se suicider ainsi que son fils, a été condamné en juillet 1983 à 13 ans de prison, la peine maximale autorisée à l'époque pour ses délits. Les directives ont été modifiées à la suite de cette affaire. Il a été libéré en 1990 après avoir purgé sept ans de prison avec sursis. Au bout de deux ans, il s'est enfui, mais s'est rendu aux autorités. En 1996, il a été jugé pour une fusillade à Oakland. Dave, alors âgé de 19 ans, lui a rendu visite en prison. Il lui a lu une déclaration dans laquelle il a déclaré que Charles Rothenberg n'était « tu n’est pas un père mais un imposteur ». En 1998, Charles Rothenberg a changé son nom en Charley Charles et en 2007, après avoir également été reconnu coupable de divers délits dans deux autres États, en vertu de la loi californienne des trois délits, il a été condamné à 25 ans de prison à perpétuité pour des délits liés aux armes à San Francisco.

### Premières apparitions
David Rothenberg a fait des apparitions à la télévision, a rencontré des célébrités, dont Michael Jordan, et est devenu un ami et un protégé de Michael Jackson. Dave a également fait des efforts pour soutenir d'autres victimes de brûlures, à la fois sur le plan personnel et à un niveau plus large en collectant des fonds pour le UC Irvine Burns Center.
Marie Rothenberg a épousé Richard Hafdahl, un policier qui avait supervisé l'enquête sur l'incendie, et a déménagé dans le comté d'Orange, en Californie, avec David. En 1985, elle a publié un livre intitulé David, qui a été adapté en téléfilm du même nom en 1988. Marie Rothenberg et Mel White ont publié une version étendue du livre en 2019 sous le titre David's Story: Burned by His Father's Rage, Healed by His Mother's Love.

### Carrière (1992-2018)
Rothenberg a légalement changé son nom en 1992 pour devenir David Jordan Robinson. Il a fréquenté l'ArtCenter College of Design. En 1996, il n'utilisait que son prénom ; il a ensuite légalement changé son nom en Dave Dave, pour "me libérer du nom [de Charles Rothenberg] et de son héritage", comme il l'a dit à l'époque. Il est devenu DJ de musique house, producteur de musique et musicien de rap ; en 1996, il a réalisé un clip pour Kelli Lidell. Il s'est ensuite concentré sur l'art conceptuel à Las Vegas. Son travail comprenait un projet intitulé Lifted qui, selon lui, est né d'un "désir conscient d'inspirer les autres à être plus grands qu'eux-mêmes" et des collaborations avec des artistes tels que Sheridee Hopper.

### Mort de Michael Jackson
le 25 juin 2009, Michael Jackson meurt, des théories du complot sur Michael Jackson commencent à apparaître, dont qu’il est encore vivant, il disent alors que Dave est Michael Jackson déguisé, car quand Dave est allé dans les plateaux CNN, beaucoup ont comparé sa voix à celle du chanteur,.

### Mort (2018)
Dave est décédé à l'âge de 42 ans le 15 juillet 2018, à l'hôpital Sunrise de Las Vegas, des suites de complications d'une pneumonie,. Il a reçu un titre posthume un prix Hollywood F.A.M.E. en 2018 pour son mérite artistique.